# 100BASE-FX
100BASE-FX es una versión Fast Ethernet sobre fibra óptica. Utiliza dos filamentos de fibra óptica multi-modo para recepción y transmisión. También se le conoce como la versión en fibra óptica del 100BASE-TX. La longitud máxima es de 412 metros para las conexiones half-duplex (para asegurarse de que las colisiones son detectadas) o 2 kilómetros para full-duplex para garantizar una temporización de señal adecuada. 100Base-FX no es compatible con 10BASE-FL, la versión de 10 Mbit/s sobre fibra óptica, mientras que 100BASE-FX llega hasta 100 Mbit/s. Utiliza una longitud de onda de luz infrarroja cercano a los 1.3 micrómetros. Utiliza conectores SC O ST.